# Letov Š-39

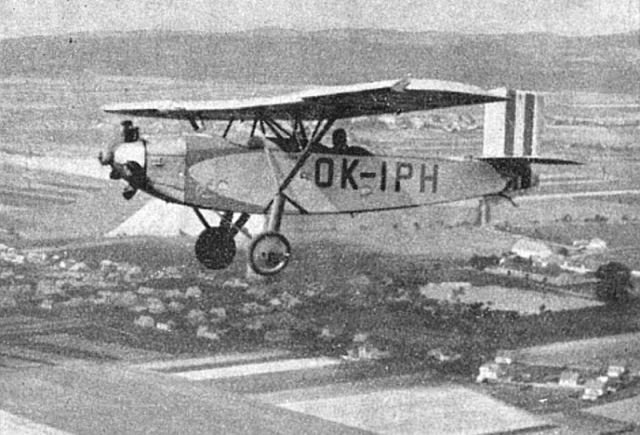
Letov Š-39.7 s motorem Polaris II, OK-IPH (Letectví, září 1935)

Letov Š-39/Š-139/Š-239 byly lehké sportovní letouny, které vyráběla v první polovině 30. let 20. století československá Vojenská továrna na letadla Letov.

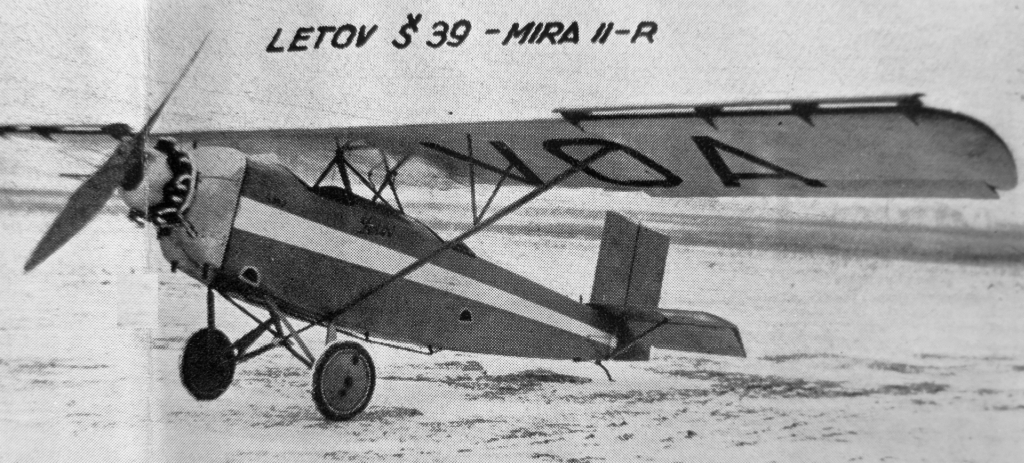
Letov Š-39 (výr. č. 2), později přeznačený na Š-139.1 (OK-VOA) (Bulletin Walter, květen 1934)

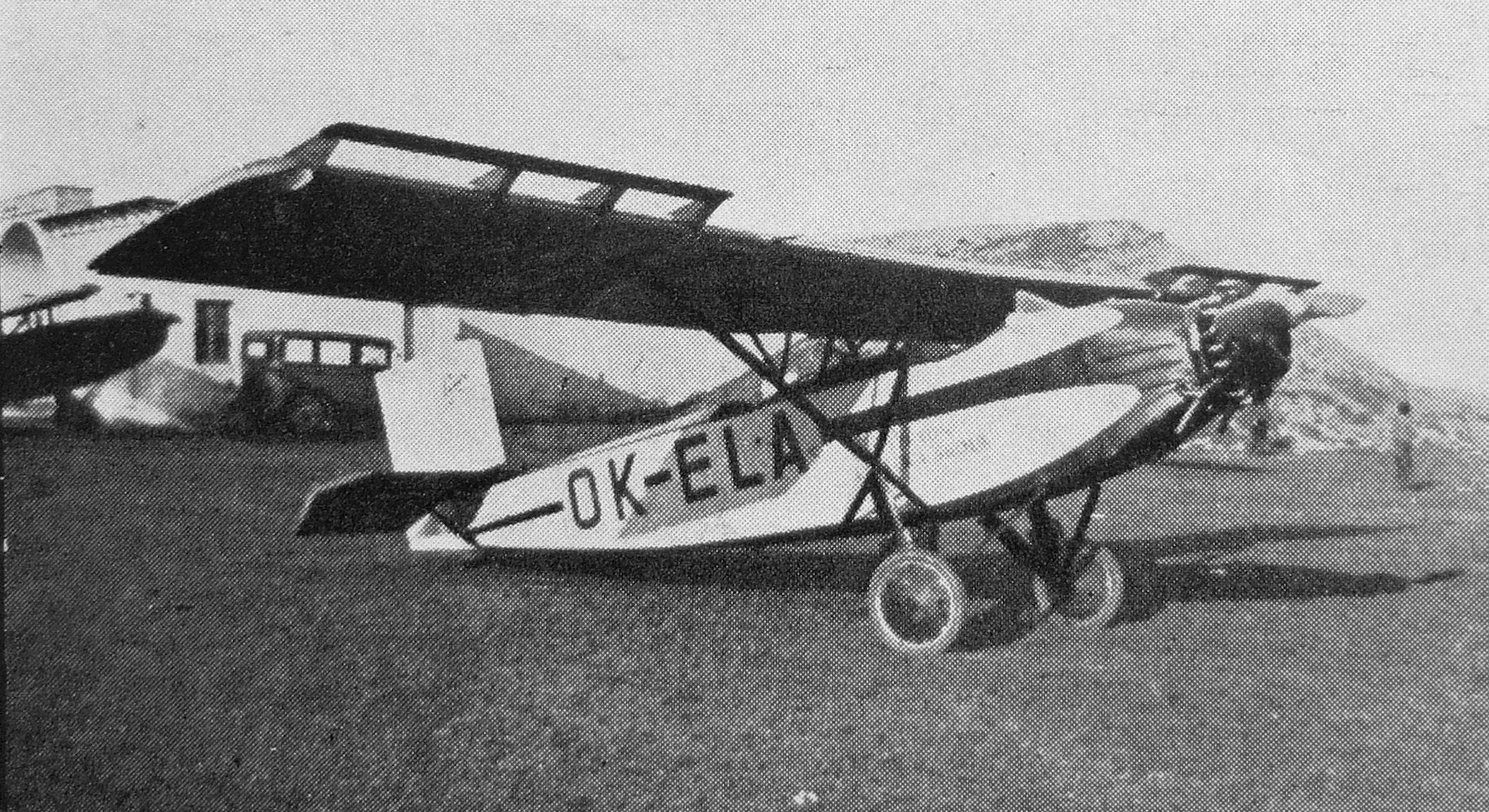
Letov Š-139.6 (OK-ELA) s motorem Walter Mira R (1934)

## Vznik a vývoj
Letadélka Š-39 a jejich modifikace Š-139 a Š-239 patřily mezi nejzdařilejší konstrukce Aloise Šmolíka. Tato - dle ceny - téměř lidová, dostupná letadla měla být velkou vzpruhou pro rozvoj československého sportovního letectví v aeroklubech i pro jednotlivce.
Typ vznikl z iniciativy Ministerstva veřejných prací (MVP), které počátkem roku 1932 vyhlásilo soutěž na lehký sportovní letoun, který by u aeroklubů RČs. a u Masarykovy letecké ligy (MLL) nahradil válečné nebo těsně poválečné zastaralé typy Hansa-Brandenburg B.I., Aero Ae-01 a Letov Š-10. Mělo to být  sportovní a turistické letadlo za přístupnou cenu, která by se nelišila příliš od ceny normálního automobilu (45000-55000 Kč).
Původně byl pro Š-39 v roce 1931 navržen motor Orion LL-50, který vyvinula a vyráběla firma na výrobu motocyklů Orion Viléma Michla ze Slaného. K jeho "leteckému" použití však nedošlo vzhledem k nízkému výkonu a vibracím způsobeným nepravidelným chodem. Navíc firma Vilém Michl „Orion“ Slaný v důsledku velké hospodářské krize vyhlásila v roce 1932 bankrot. Letoun poprvé vzlétl 27. května 1932 v Letňanech poháněn hvězdicovým, tříválcovým vzduchem chlazeným motorem Walter Polaris I o jmenovitém výkonu 55 k (40 kW). Homologační zkouška motoru Walter Polaris byla ukončena 12. února 1932, ale ani s tímto motorem k zásadnějšímu zlepšení nedošlo. I motor Polaris I měl své neduhy. Především šlo o špatné mazání horního válce, neklidný chod (vibrace) a z něho vyplývající narušování motorového lože. Letoun Š-39 byl poprvé veřejnosti představen na leteckém dnu uspořádaném Aeroklubem RČs. a Svazem letců RČs., který se  konal 11. září 1932 na letišti Praha-Kbely.
Po další úpravě draku letounu a po instalaci výkonnější verze Polaris II z roku 1933 (jmenovitý výkon 75 k/55 kW) s mohutnými gumovými tlumiči kmitů od vibrací pomohly.

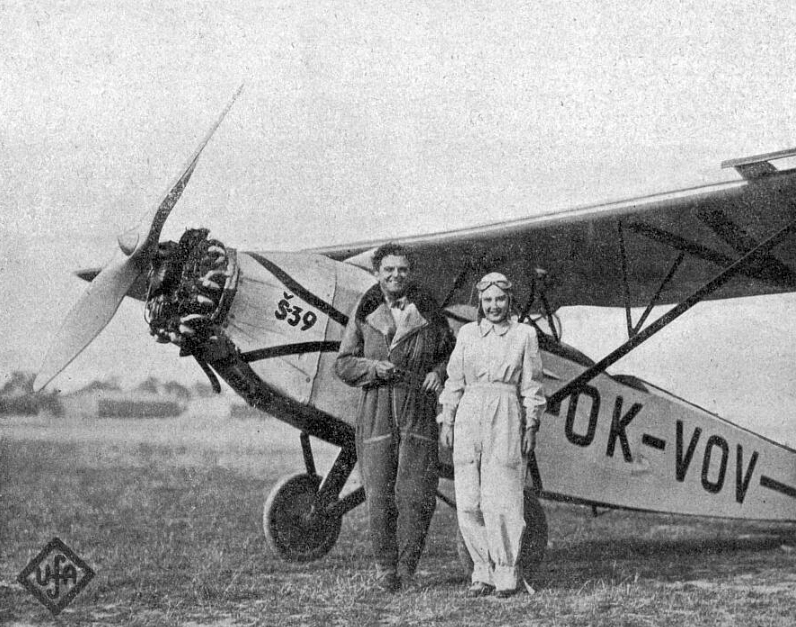
Letov Š-139 s Otomarem Korbelářem a Lídou Baarovou (Letec, září 1934)

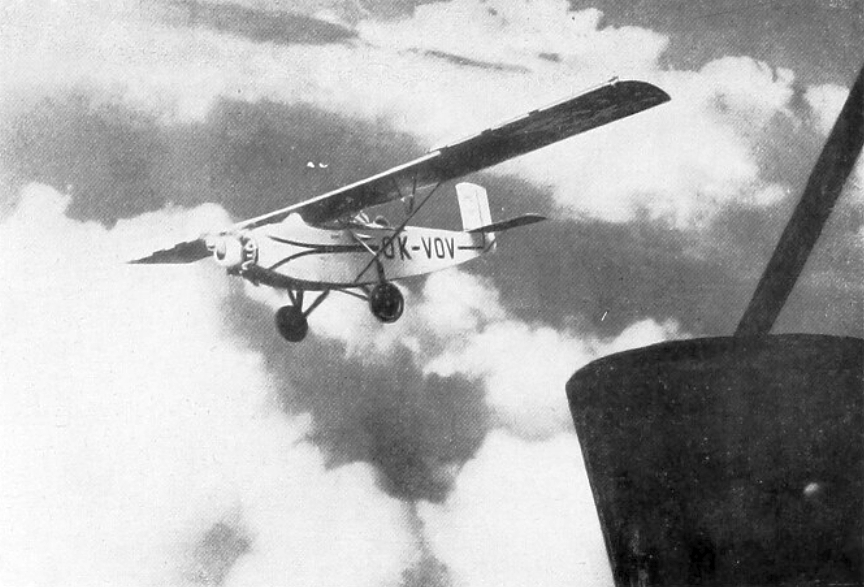
Letov Š-139.2 s imatrikulací OK-VOV (1934)

Sen konstruktéra o dostupném lidovém letadélku se bohužel nenaplnil. I přes svou jednoduchost samotný drak stál 25 000 tehdejší Kč a dalších 28 000 Kč bylo potřeba na pořízení motoru Walter Polaris. Celková cena 53000 Kč se sice vešla do rozpětí stanového MVP, ale krátce po velké hospodářské krize koupěschopnost pilotů byla slabá. Pro soukromníky bylo vyráběno 6 letounů Š-39 a po "tuctových" sériích si jednalo MVP a MNO, celkem 30 strojů Š-39, ale postaveno jich bylo méně. Koupi takového stroje, jak poplatně době poznamenává Václav Němeček v časopisu Letectví z února 1951, si ovšem mohli dovolit jen "páni továrníci" (Antonín Kumpera) nebo "milostivé paní továrníkové" (Margarethe Ferraris-Kohnová).

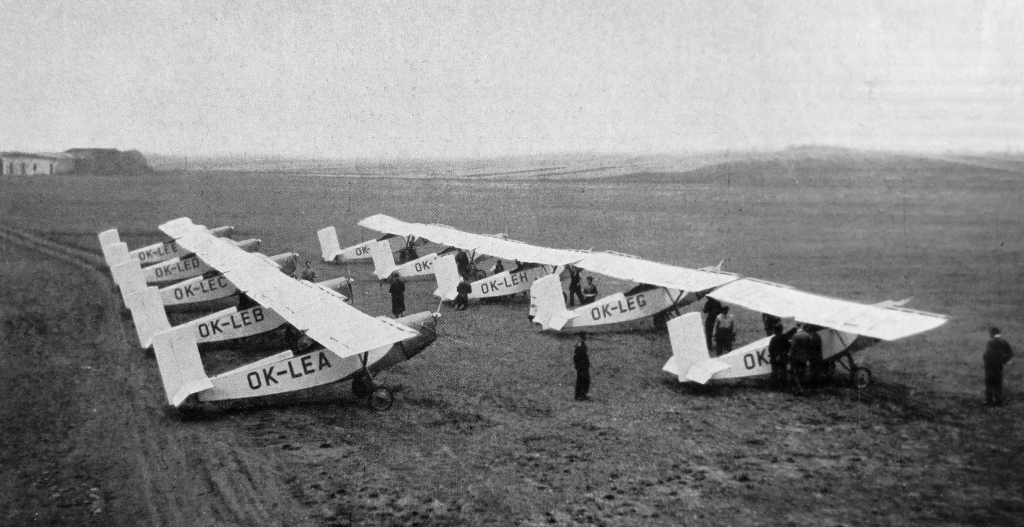
Letadla Letov Š-239 zakoupená MNO a předávaná Ústřední pilotní škole (Letec, březen 1936)

Koncem roku 1932 vznikla vylepšená verze Š-139 s upraveným křídlem a s výkonnějším, hvězdicovým sedmiválcem se vzduchovým chlazením od britské společnosti Pobjoy Airmotors Ltd., typ Podjoy R (1926) o jmenovitém výkonu 62,5 kW/85 k. S tímto motorem byly vyrobeny 4 letouny a další 2 s licencí tohoto motoru nazvanou Walter Mira R. Zástavba těchto sedmiválců si vyžádala drobné úpravy trupu a mohutnější konstrukci podvozku. Přes optimistické zpravodajství v Poslanecké sněmovně Národního shromáždění o dokončené homologaci motoru Walter Mira R o výkonu 75 k a jeho zamontování do letadla Letov Š-139, které bylo předáno do provozu Ústřední letecké školy, další pozitivní zprávy nebyly zaznamenány.
V březnu 1935 byla zalétána poslední modifikace tohoto letounu, Š-239 osazená invertním řadovým vzduchem chlazeným motorem Walter Minor 4. I tato verze si vyžádala drobné úpravy (drak, křídlo, podvozek). Těchto verzí bylo vyrobeno 15.
Celkem bylo imatrikulováno 37 těchto letounů všech verzí. Některé stroje měly i několik sériových (výrobních) čísel přidělených po úpravách. Jeden a týž drak mohl být a také mnohdy byl postupně osazen všemi třemi typy motorů. Proto prostý součet vyrobených letounů v jednotlivých verzích "nesedí" s celkovým imatrikulovaným počtem.

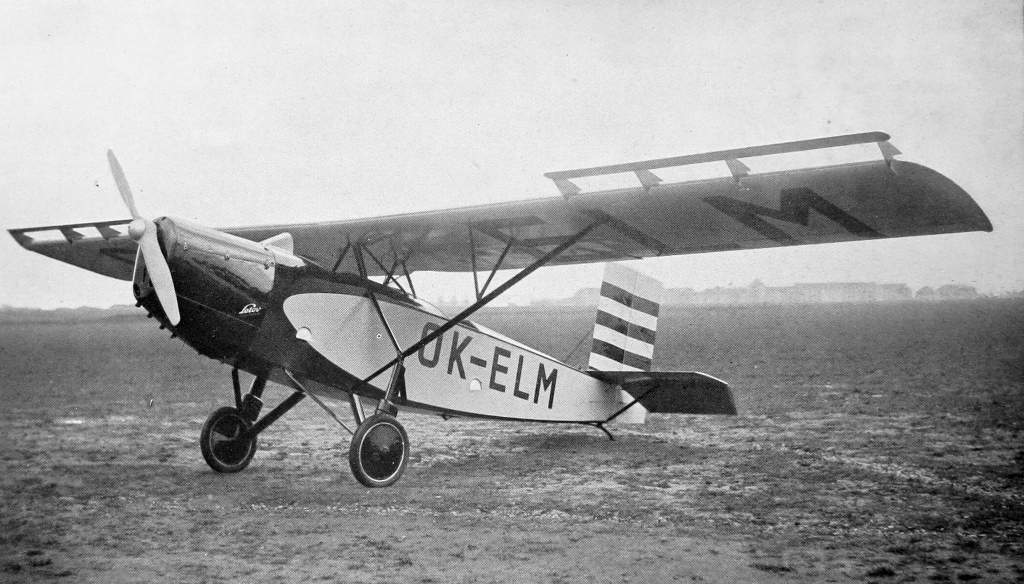
Letov Š-239.16 (OK-ELM) s motorem Walter Minor 4 (1934)

## Popis letounu
Letoun Letov Š-39 byl jednomotorový dvoumístný, konvenční vzpěrový hornoplošník (typ parosol), který byl vyvinut a používán jako sportovní a cvičný letoun. Letoun konstrukce Aloise Šmolíka se vyznačoval celodřevěným křídlem a pevnými lamelami (sloty) na náběžné hraně a pevným ostruhovým podvozkem. Měl otevřené tandemové kokpity pro pilota a cestujícího. Neobvyklým prvkem bylo umístění kokpitu cestujícího před křídlem a pilotního za ním, vynucené krátkostí nosných vzpěr křídla.
Letoun Š-39 měl převážně dřevěný trup. Trup Š-139 byl již svařen z ocelových trubek a potažen plátnem. V přední části byl trup kryt plechy z hliníkové slitiny. Křídlo ze dvou podélníků nad trupem nesl jednoduchý baldachýn a dva páry šikmých vzpěr.  Křídlo i ocasní plochy (SOP, VOP) byly obdélníkového obrysu. Podvozek bez pevné osy tvořily dvě nezávisle odpérované podvozkové nohy z trubek, pérování gumovými kroužky Matador nebo olejopneumatickými tlumiči kmitů. Pohonná jednotka byla tvořena motorem a dřevěnou, nestavitelnou, dvoulistou vrtulí.

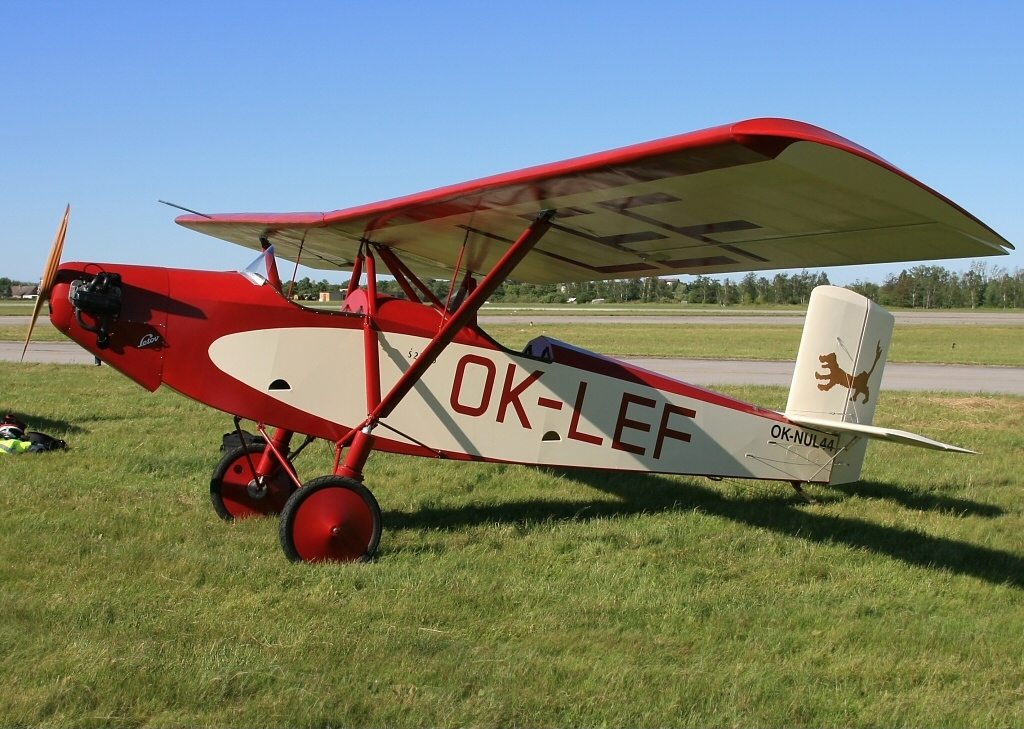
Letov Š-239 (replika)

## Použití
Š-39 uskutečnil první let v květnu 1932 a v následujících letech od roku 1932 bylo vyrobeno 23 letounů tohoto typu. Do leteckého rejstříku byly jako první dva stroje zapsány letouny Š-39 s motory Polaris I, OK-WAN (výr. č. 1, J. Walter a spol.) a OK-VOA (výr. č. 2, Letov). Vyrobené stroje byly většinou předány aeroklubům a MLL, kde byly s úspěchem provozovány. Několik letounů si zakoupili i soukromí piloti.
Major Josef Heřmanský dosáhl 9. prosince 1932 v kategorii lehkých letadel do 400 kg s letounem Š-39 a motorem Polaris československého, výškového rekordu, když vzlétl do výše 5137 m. S letounem Š-39 vytvořil v roce 1932 pilot Josef Heřmanský celkem 4 národní, výškové rekordy. Některé byly vzápětí překonány anebo nové vytvořeny i ženami (např. 6 ženských rekordů vytvořila Margarethe Ferraris-Kohnová z Brna, manželka Paula Kohna, majitele cihelny v Brně-Bohunicích a společníka společnosti Leo Czech und Comp., výroba portlandského cementu v Brně-Maloměřicích). Sám Josef Heřmanský (již jako podplukovník p.p.l.) vytvořil v březnu 4 nové rekordy. Rychlostní rekord na 100 km "vymazal" 23. března 1933 hodnotou 170,213 km/h a výškový rekord překonal 30. března 1933, kdy dostoupal do výše 6662 m (Š-139, Podjoy, bez spolucestujícího). Celkem se v roce 1933 u tohoto typu uvádí 10 nových národních rekordů v rychlosti a dostupu.
Jeden z těchto letounů s imatrikulací OK-WAN vlastnil generální ředitel továrny Walter (imatrikulace byla vedena od 2. září 1932 na společnost J. Walter a spol.), soukromý pilot Antonín Kumpera. Na II. meetingu na mokotovském letišti u Varšavy v roce 1933 obsadil Antonín Kumpera 2. místo v handicapovém závodě klubových letadel a 3. místo v rychlostním závodě a v přistání do vyznačeného kruhu. Na témže mítinku ve Varšavě dobyla M. Ferraris-Kohnová I. ceny ve hvězdicovém letu, za což získala Cenu polského ministerského předsedy, Cenu ministra zahraničních věcí, Cenu dámského komité pro stavbu letadla na příští Challenge a Cenu peněžitou (500 Zł.) Varšavského aeroklubu.
Koncem května 1934 se posádka vojenských letců npor. p. p. l. Malý a npor. p.p.l. Provazník zúčastnila turistického, okružního letu kolem Rakouska. Jeden z letounů Š-139 (OK-VOV) si v roce 1934 "zahrál" ve filmu společnosti UFA Dokud máš maminku, který režíroval Jan Sviták a kde v hlavních rolích vystoupili mj. Antonie Nedošínská, Otomar Korbelář a Lída Baarová. Jednalo se příběh mladého inženýra (Otomar Korbelář), který po studiích opustil maminku (Antonie Nedošínská) a rodný dům. Našel si místo v pražské továrně na letadla a brzy se stal úspěšným konstruktérem. Seznámí se s emancipovanou neteří ředitele továrny Mareše (Theodor Pištěk), tanečnicí Janou Machovou (Lída Baarová), a zamilují se do sebe.
Pět letounů Š-39 a Š-139 se zúčastnilo v září 1934 Národního letu RČs. Nejlépe se umístil pplk. Heřmanský na 6. místě (Š-139 Podjoy). S motory Podjoy a Š-139 se dále umístili F. Kohnová (8.) a J. Polma (9.). Pilot J. J. Novák obsadil na Š-139 s motorem Mira R 16. místo z 19 klasifikovaných, což nebylo možno považovat za pronikavý úspěch, a poslední skončil F. Kládek na Š-39.
V roce 1935 probíhala tzv. Národní letecká sbírka na podporu akce 1000 nových pilotů. Letadla Š-39 a Š-239 postavená z výnosu sbírky byla vystavena ve dnech 8.-15. března 1936 na Pražských vzorkových veletrzích v Průmyslovém paláci pražského výstaviště. V rámci této akce bylo ze získaných prostředků například pořízeno 15 letounů Š-239, které byly poskytnuty Ústřední pilotní škole v Praze (OK-ELC až OK-ELS). Stroje sloužily při výcviku i při kondičním létání. V období 1932–1938 byly Š-39/Š-139/Š-239 nejmodernějším a také nejrozšířenějším sportovním letadlem tohoto druhu vyráběným v Československu.
Let pravidelnosti Moravou se skládal ze dvou soutěží: příletu ve zvoleném čase do Zlína v době mezi 16. a 17. hodinou dne 29. května 1937 a ze soutěže pravidelnosti na trati Zlín—Velehrad—Buchlov—Střílky—Račice—Slavkov—Mohyla míru—Brno. Rychlost průletu (rovnající se 75% rychlosti maximální) se kontrolovala na trati ve dvou tajných kontrolách a u cíle. Každá vteřina odchylky od předepsaného času počítala se za jeden trestný hod a všechny trestné hody se sečítaly. Délka trati byla 89 km. Na 2. a 3. místě se v tomto letu umístily posádky MAK na Š-239 Pařízek-Tlapák a Divíšek-ing. Nebeský.
V září 1938 Ministerstvo národní obrany (MNO) počítalo s tímto typem pro kurýrní službu v československém letectvu. V listopadu 1938 mělo MNO v evidenci 13 letounů Š-239, z nichž dva byly přiděleny Leteckému pluku 2 a zbývající stroje byly uskladněny. Po rozpadu Československa se pět Š-239 nacházelo na Slovensku, kde je potom provozovala Slovenská letecká společnost resp. Slovenský letecký sbor (SLeS), a zbývající letouny zabavila Luftwaffe.
Od roku 2009 létá z Jihlavy (LKJI) jedna replika Š-239 (OK-LEF/OK-NUL-44) poháněná motorem VW 2000.

## Galerie pilotů

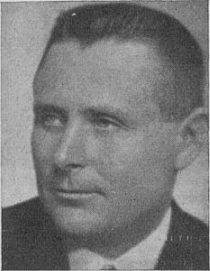
Pilot pplk. Josef Heřmanský, držitel národních rekordů s letouny Š-39 a Š-139
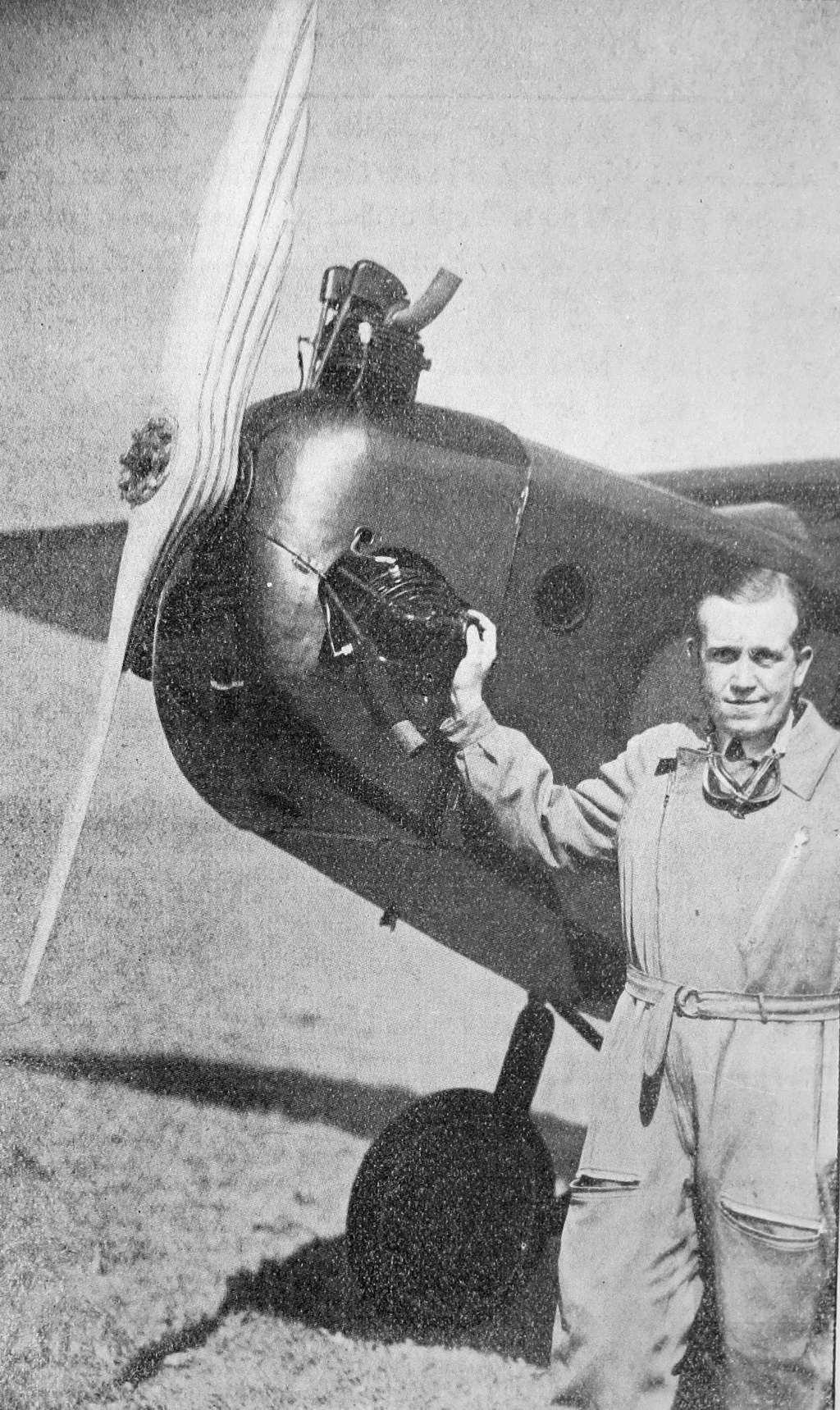
Pilot Antonín Kumpera u letounu Š-39 s motorem Walter Polaris
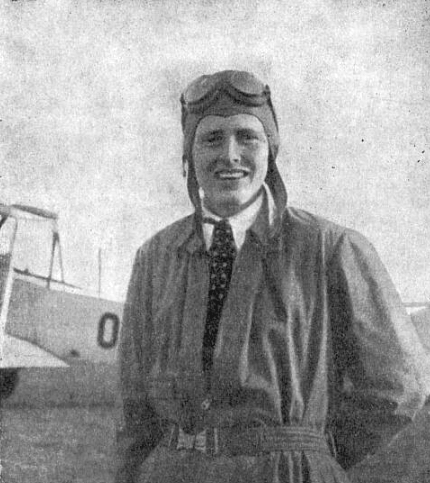
Pilotka Margarethe Ferraris-Kohnová, držitelka 6 národních rekordů na Š-139
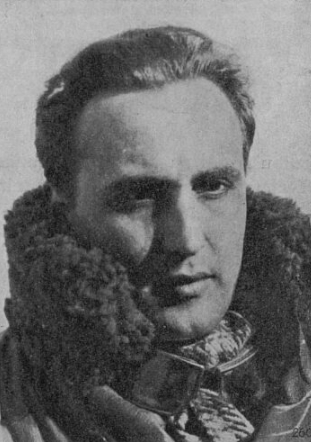
Karel Divíšek, 3. místo na Letu  spolehlivosti Moravou (1937)

## Varianty
- Š-39 - Nelétající prototyp s plochým dvouválcem Orion LL a 23 sériových letounů s tříválcovým motorem Walter Polaris.
- Š-139 - Sériové provedení 6 letounů s upraveným podvozkem, poháněné sedmiválcovým hvězdicovým motorem Pobjoy R (vznikly 4 kusy) resp. jeho licenční verzí Walter Mira R (poslední 2 kusy), krytým Townendovým prstencem.
- Š-239 - Sériová verze s motorem Walter Minor 4 a upraveným křídlem, vzniklá v 15 kusech.

## Uživatelé
- Československo
  - Masarykova letecká liga
  - Aeroklub RČS. a jeho pobočky vč. Ústřední pilotní školy
  - Československé letectvo
- Německá říše
  - Luftwaffe
- Slovensko
  - Slovenská letecká společnost, Slovenský letecký sbor (SLeS)

## Specifikace

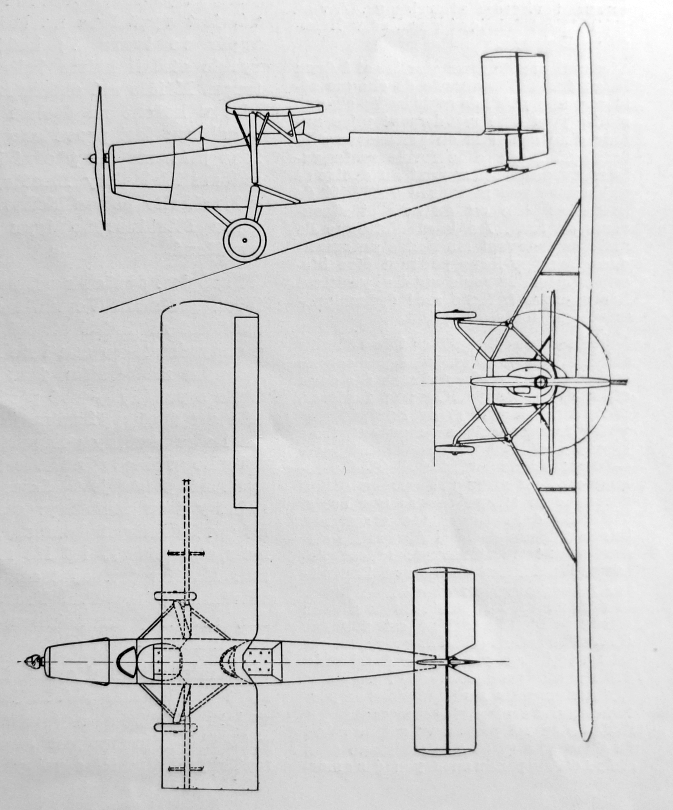
Letov Š-239 (skica)

Data pro letouny Š-39/139/239 podle

### Technické údaje
| Typ                             | Š-39        | Š-39              | Š-139      | Š-139            | Š-239          |
| ------------------------------- | ----------- | ----------------- | ---------- | ---------------- | -------------- |
| Provedení                       | prototyp    | série             | série      | série            | série          |
| Rok zavedení                    | 1931        | 1932-33           | 1933       | 1933             | 1935-36        |
| Posádka                         | 2           | 2                 | 2          | 2                | 2              |
| Rozpětí (m)                     | 10,00       | 10,00             | 10,40      | 10,40            | 10,40          |
| Délka (m)                       | 6,14        | 6,14              | 6,40       | 6,40             | 6,60           |
| Výška (m)                       | 2,25        | 2,25              | 2,25       | 2,25             | 2,25           |
| Nosná plocha (m2)               | 13,00       | 14,00             | 14,40      | 14,40            | 14,70          |
| Plošné zatížení (kg/m2)         | 34,2        | 33,6              | 36,9       | 36,9             | 39,5           |
| Hmotnost prázdného letounu (kg) | 265         | 315               | 321        | 321              | 375            |
| Vzletová hmotnost (kg)          | 445         | 470               | 531        | 531              | 580            |
| Typ motoru                      | Orion LL-50 | Walter Polaris II | Podjoy R   | Walter Mira II-R | Walter Minor 4 |
| maximální výkon motoru          | 37 kW/50 k  | 57 kW/78 k        | 66 kW/90 k | 66 kW/90 k       | 70 kW/95 k     |
| nominální výkon motoru          | 29 kW/40 k  | 52 kW/70 k        | 62 kW/85 k | 62 kW/85 k       | 62 kW/85 k     |

### Výkony
| Typ                            | Š-39         | Š-39         | Š-139          | Š-139          | Š-239          |
| ------------------------------ | ------------ | ------------ | -------------- | -------------- | -------------- |
| Maximální rychlost (km/h)      | 150          | 160          | 174            | 174            | 174            |
| Cestovní rychlost (km/h)       | 133          | 140          | 154            | 154            | 140            |
| Dostup (m)                     | 3200         | 3300         | 5000           | 5200           | 4700           |
| Čas výstupu (min) na výšku (m) | 9´ do 1000 m | 8´ do 1000 m | 6,2´ do 1000 m | 6,2´ do 1000 m | 5,3´ do 1000 m |
| Dolet (km)                     | 480          | 480          | 480            | 480            | 420            |

### Výzbroj
- ne